# Domingo Ramírez de Arellano
Domingo Ramírez de Arellano, OSH ou Domingo de Villaescusa y Ramírez de Arellano (1568 - 2 de julho de 1653) foi um prelado católico romano que serviu como bispo de Iucatão (1652–1653) e bispo de Chiapas (1640–1652).

## Biografia
Domingo Ramírez de Arellano nasceu em Villaescusa, Espanha, em 1568 e foi ordenado sacerdote na Ordem de São Jerónimo. No dia 19 de novembro de 1640, foi nomeado Bispo de Chiapas durante o papado de Urbano VIII. A 24 de março de 1641, foi consagrado bispo por Timoteo Pérez Vargas, bispo titular de Lystra, com Miguel Avellán, bispo titular de Siriensis, e Fernando Montero Espinosa, bispo de Nueva Segovia, servindo como co-consagradores. A 2 de dezembro de 1652, foi nomeado durante o papado de Inocêncio X como Bispo de Iucatão, onde serviu como bispo até à sua morte a 2 de julho de 1653.